# یواس‌اس ویرجینیان (۱۹۰۴)
یواس‌اس ویرجینیان (۱۹۰۴) (به انگلیسی: USS Virginian (1904)) یک کشتی بود که طول آن ۹۰ فوت ۰ اینچ (۲۷٫۴۳ متر) بود. این کشتی در سال ۱۹۰۴ ساخته شد.